# Gianni Barbacetto
Gian Battista Barbacetto, detto Gianni (Milano, 21 marzo 1952), è un giornalista, scrittore e opinionista italiano.

## Biografia
Nato a Milano da genitori friulani provenienti dalla Carnia, è laureato in Filosofia all'Università degli Studi di Milano. Ha cominciato a lavorare negli anni Settanta in radio (Radio Milano Libera, Radio Città, Radio Rai), poi ha collaborato al quotidiano Bresciaoggi, a Linus e a tante altre testate. Nel pieno degli anni Ottanta, nella Milano da bere, ha contribuito a fondare, con Nando dalla Chiesa, il mensile Società civile, che ha diretto per una decina d'anni. In televisione ha condotto un programma televisivo di economia e finanza su Rete A.
Ha lavorato nelle redazioni dei settimanali Il Mondo, L'Europeo e Diario. È una delle principali firme de Il Fatto Quotidiano e collabora anche con il periodico MicroMega. Ha diretto Omicron (l'Osservatorio Milanese sulla Criminalità Organizzata al Nord).
Ha collaborato con la regista Francesca Comencini per il soggetto del film A casa nostra. Per la rete televisiva franco-tedesca Arte.tv ha realizzato, con Mosco Boucault, un documentario sul Lodo Mondadori; per la televisione italiana ha coordinato la redazione del programma di Michele Santoro, AnnoZero (Rai 2) e ha collaborato con Carlo Lucarelli per la realizzazione di Blu notte - Misteri italiani (Rai 3). Ha collaborato alla miniserie Netflix Il Principe, di Beatrice Borromeo. Da qualche anno è opinionista ricorrente nei talk show su Rai e LA7.

### Vita privata
Ha due figlie, Olga e Nora, avute con Cristina Battocletti. Nel suo sito, riferisce che "appena può, suona la batteria con gli amici".

### Controversie
Nel 2010 l'allora Sottosegretario di Stato all'Attuazione del Programma di Governo Daniela Santanchè ha annunciato l'intenzione di procedere con una querela nei confronti del Fatto Quotidiano, testata per la quale Barbacetto lavorava al tempo, a causa di un articolo da lui firmato apparso sul giornale.
Nel 2024 il Comune di Milano ha annunciato di aver intrapreso un'azione legale civile per diffamazione nei confronti di Barbacetto, a seguito di alcuni post pubblicati dal giornalista in merito ad alcune concessioni urbanistiche rilasciate dall'amministrazione del capoluogo lombardo.

## Opere
- La decisione. Ambiti, soggetti, procedure, con G. Bottiroli, F. Cioffi, P. Garbolino, A. Illuminati, V. Olgiati, A. Ponsetto, C. Preve, M. Turchetto, V. Vita, Milano, Franco Angeli, 1982.  [numero della rivista filosofica Metamorfosi, che aveva Barbacetto tra i collaboratori]
- Interfaccia design. La comunicazione uomo macchina e i progetti di King e Miranda per Olivetti, Milano, Arcadia, 1987.
- Milano dove, a cura di e con Marilea Somare, Milano, Idealibri, 1985. ISBN 88-7082-044-0.
- G. Barbacetto-Elio Veltri, Milano degli scandali, Collana I Robinson, Roma-Bari, Laterza, 1991, ISBN 88-420-3767-2.
- Il Grande Vecchio. Dodici giudici raccontano le loro inchieste sui grandi misteri d'Italia da piazza Fontana a Gladio, Milano, Baldini & Castoldi, 1993. ISBN 88-85988-59-8; Milano, BUR, 2009, ISBN 978-88-170-3576-7
- Campioni d'Italia, Milano, Tropea, 2002. ISBN 88-438-0354-9.
- G. Barbacetto-Peter Gomez-Marco Travaglio, Mani pulite. La vera storia. Da Mario Chiesa a Silvio Berlusconi, Roma, Editori Riuniti, 2002, ISBN 88-359-5241-7.
- B. Tutte le carte del Presidente, Milano, Tropea, 2004. ISBN 88-438-0444-8.
- Dossier Dell'Utri. Indagini, testimonianze, riscontri. La requisitoria dell'accusa al processo di Palermo a carico di Marcello Dell'Utri, condannato per concorso in associazione mafiosa, a cura di, Milano, Kaos, 2005. ISBN 88-7953-143-3.
- Compagni che sbagliano. La sinistra al governo e altre storie della nuova Italia, Milano, Il Saggiatore, 2007. ISBN 978-88-428-1418-4.
- G. Barbacetto-Peter Gomez-Marco Travaglio, Mani sporche. 2001-2007: così destra e sinistra si sono mangiate la II Repubblica, Milano, Chiarelettere, 2007, ISBN 978-88-6190-002-8.
- Il guastafeste. La storia, le idee, le battaglie di un ex magistrato entrato in politica senza chiedere permesso, con Antonio Di Pietro, Milano, Ponte alla grazie, 2008. ISBN 978-88-6220-026-4.
- Se telefonando. Le intercettazioni che non leggerete mai più, Milano, Melampo, 2009. ISBN 978-88-89533-36-9.
- G. Barbacetto-Davide Milosa, Le mani sulla città. I boss della 'ndrangheta vivono tra noi e controllano Milano, Milano, Chiarelettere, 2011, ISBN 978-88-6190-087-5.
- Il Celeste. Ascesa e declino di Roberto Formigoni, Milano, Chiarelettere, 2012. ISBN 978-88-6190-378-4.
- Mani pulite. La vera storia, 20 anni dopo, con Peter Gomez e Marco Travaglio, Milano, Chiarelettere, 2012. ISBN 978-88-6190-053-0. [aggiornamento del libro del 2002]
- Roberto Forchettoni. Dal voto di povertà (e castità) agli yacht, vita e imprese del governatore Celeste. Viaggio nel condominio degli indagati: il Pirellone, con Peter Gomez, Vittorio Malagutti, Antonella Mascali, Giorgio Meletti, Davide Milosa, Antonio Padellaro, Marco Travaglio, Davide Vecchi, Roma, Editoriale Il Fatto, 2012.
- G. Barbacetto-Manuela D'Alessandro-Luca Ferrara, Ruby. Sesso e potere ad Arcore, Round Tobin Editrice, 2014, ISBN 978-88-9573-198-8.
- G. Barbacetto-Marco Maroni, Excelsior. Il gran ballo dell'Expo, Milano, Chiarelettere, 2015, ISBN 978-88-6190-687-7.
- G. Barbacetto-Nando Dalla Chiesa, L'assalto al cielo. Storie di Società civile e di lotta alla corruzione, Milano, Melampo, 2016, ISBN 978-88-9823-156-0.
- Angeli terribili. Una storia di frontiere, Collana Saggi, Milano, Garzanti, 2018, ISBN 978-88-116-0388-7.
- Piazza Fontana. Il primo atto dell'ultima guerra italiana, Collana Saggi, Milano, Garzanti, 2019, ISBN 978-88-116-0826-4.
- La beatificazione di Craxi. Le falsità e i luoghi comuni sul leader politico che continua a dividere gli italiani, Collana Reverse, Milano, Chiarelettere, 2020, ISBN 978-88-329-6342-7.
- Una storia italiana. Su Berlusconi crediamo di sapere tutto. Abbiamo visto tutto, letto tutto. Ma è proprio vero? Chiarelettere, 2023